# K Tubantia Borgerhout VK
Maillots
Dernière mise à jour : 3 août 2017.
Le Koninklijke Tubantia Borgerhout Voetbal Klub est un club de football belge basé à Borgerhout, à la périphérie anversoise. Fondé en 1915, ce club est porteur du matricule 64. Le club tire son nom actuel d'une fusion intervenue en 1960 entre le K. Tubantia FC (matricule 64) et le K. Racing Borgerhout (matricule 84). Ses couleurs sont le rouge et le blanc, qui sont également celles de la ville de Borgerhout. Avant la fusion de 1960 évoquée ci-dessus, le Tubantia jouait en vert et blanc. Il évolue en quatrième provinciale lors de la saison 2017-2018, le plus bas niveau du football belge, mais a évolué auparavant durant 67 saisons dans les séries nationales, dont 2 en première division.

## Histoire

### Fondation
Le club est fondé le 10 avril 1915 sous le nom de Tubantia Football & Athletic Club. Il s'affilie ensuite à l'Union Belge, mais doit attendre la fin de la Première Guerre mondiale pour débuter en championnat. Le nom « Tubantia » a deux origines possibles selon le site officiel du club. La première est qu'il reprend l'appellation du HVV Tubantia, un club de football néerlandais très populaire au début du XXe siècle, qui lui-même tire son nom de la forme latine de la région de Twente, où il est basé. Ce terme « Tubantia » est dérivé de la tribu des tubantes, une peuplade germanique qui vivait dans la région durant l'Antiquité. La seconde possibilité est qu'il s'agit d'une forme d'hommage à l'équipage d'un navire de ravitaillement de la population durant l'occupation allemande en 1914, baptisé « Tubantia ».

### Premiers pas en compétition et premiers exploits
Le Tubantia débute dans les séries régionales anversoises en 1919, et gravit rapidement les échelons pour rejoindre la Promotion, alors troisième niveau national, en 1926. En décembre, il reçoit le matricule 64 lors de la parution du premier registre matriculaire. Au terme de sa première saison au niveau national, le club réalise ce qui reste encore un de ses principaux résultats en atteignant la finale de la quatrième édition de la Coupe de Belgique. Le club s'incline face au Cercle Sportif Brugeois, qui réalise cette saison le doublé championnat-Coupe, deux buts à un, le joueur Lambert ayant même raté un penalty. Il reste encore en 2012 le seul club pensionnaire du troisième niveau national à avoir atteint le stade ultime de la compétition.
Un an après cette performance historique, le club remporte le titre dans sa série, et est ainsi promu en Division 1, le deuxième niveau national. Il termine huitième au terme de sa première saison, puis deuxième la saison suivante, à un point du champion Montegnée. Grâce à ce classement, le club accède à la Division d'Honneur, le plus haut niveau du football belge. Tubantia termine à la onzième place en 1931, et assure ainsi maintien. Mais la saison suivante, il finit treizième et est relégué en Division 1. Le club n'est plus jamais remonté au plus haut niveau depuis.

### Une valeur sûre au deuxième niveau national
Après sa relégation, le Tubantia FAC reste dans le haut du panier en Division 1, mais ne joue plus pour le titre, obtenant comme meilleur résultat une troisième place en 1933-1934, à égalité avec le RC Borgerhout, un autre club de Borgerhout. Le 10 avril 1940, le club est reconnu « Société Royale », et change son nom en Koninklijke Tubantia Football Club. Durant les championnats disputés pendant la Seconde Guerre mondiale, le club obtient de moins bons résultats, notamment dus à la perte de plusieurs joueurs victimes du conflit. Il termine dernier en 1943-1944, mais les compétitions sont ensuite de nouveau suspendues à cause de l'intensification des combats qui mèneront à la fin de la guerre. Après le conflit, la Fédération décide d'annuler toutes les relégations subies pendant les trois « championnats de guerre », ce qui permet à Tubantia de réintégrer le deuxième niveau national.

### Derniers bons résultats
Tubantia lutte alors pour son maintien en Division 1, avec des séries « élargies » par la présence de nombreux clubs repêchés. Ceci favorise en quelque sorte le club, qui peut laisser derrière lui plusieurs équipes plus faibles. Mais une fois la compétition revenue à la normale, le club ne peut éviter la relégation, terminant quinzième en 1948. Le club passe ensuite tout près d'une seconde relégation consécutive, terminant juste au-dessus de la zone des relégables l'année suivante, puis entame une dernière bonne période. Il décroche le titre dans sa série en 1950, ce qui lui permet de revenir en Division 1 deux ans après l'avoir quittée.
Ce retour est néanmoins de courte durée, le club termine bon dernier avec seulement douze points récoltés en trente matches lors de son retour, ce qui le renvoie directement à l'échelon inférieur. Le club remporte alors son troisième titre à ce niveau en 1952, mais à la suite de la refonte des séries nationales décidées pour la saison prochaine, il n'est pas promu au deuxième niveau national, qui voit son nombre d'équipes réduit de moitié. Cela lui permet simplement de se maintenir au troisième niveau, qui prend le nom de « Division 3 ». Les joueurs ne se démoralisent pas, et remettent le couvert l'année suivante, remportant le quatrième titre de champion de troisième division dans l'Histoire du club, et le second consécutivement. Fait unique dans le football belge, Tubantia est donc sacré champion deux années de suite dans la même division inférieure.

### Chute dans la hiérarchie nationale et fusion
Cette fois, le club est bien promu en Division 2. mais à nouveau, le club ne peut confirmer ses bons résultats et est relégué après une seule saison. Il n'est plus jamais remonté en deuxième division. Il passe près d'une nouvelle promotion en 1956, puis rentre dans le rang, jusqu'à terminer avant-dernier deux ans plus tard. Pour la première fois, le club est relégué en Promotion, le quatrième niveau national créé en 1952. Deux ans plus tard, il remporte sa série, et remonte en Division 3 en 1960.
Le 29 juin 1960, le club fusionne avec son rival de toujours, le KRC Borgerhout, porteur du matricule 84, relégué en provinciales auparavant. Le club fusionné conserve le matricule 64 de Tubantia, et devient le « Koninklijke Tubantia Borgerhout Football Club ». Le club se choisit le rouge et le blanc comme nouvelles couleurs, à savoir celles de la ville de Borgerhout.
Cette fusion n'engendre pas de meilleurs résultats pour le club, qui peine à se maintenir en Division 3. Finalement, après trois saisons, il doit s'avouer vaincu et redescend en Promotion en 1963. Suivent alors quatorze saisons au quatrième niveau national, faites de haut et de bas, allant d'une troisième place en 1969 à une treizième, juste au-dessus de la zone de relégation, en 1972. Durant cette période, le club flamandise complètement son nom, et devient le « Koninklijke Tubantia Borgerhout Voetbal Klub » le 1er juillet 1971. Il obtient des résultats de moins en moins bons, et finit par être relégué en 1977. Après 48 saisons dans les divisions nationales, le club est relégué en première provinciale.

### Derniers passages en nationales
Le Tubantia passe trois ans en première provinciale avant d'y remporter le titre. Le club remonte ainsi en Promotion en 1980. Il y reste six nouvelles saisons, puis est de nouveau relégué en 1986 à la suite de sa quatorzième place finale. Mais cette fois, le club ne traîne pas en première provinciale, et remporte un nouveau titre l'année suivante, ce qui lui permet de revenir rapidement en Promotion.
Après une saison assez difficile, le club s'installe dans le sub-top de sa série durant trois ans. En 1992, il remporte un second titre de champion de Promotion dans sa série, ce qui lui permet de remonter en Division 3, trente ans après sa dernière saison à ce niveau. Le club poursuit sur sa lancée, et décroche une belle troisième place l'année suivante. Mais ensuite, il recule chaque année au classement, finissant consécutivement huitième, dixième, onzième, et finalement seizième et dernier en 1997. Après cinq saisons en troisième division, le club est relégué en Promotion. 
Cette relégation est mal négociée par le Tubantia, qui en subit une seconde l'année suivante, et retourne donc en première provinciale en 1998. Le club met ensuite près de dix ans à revenir au niveau national. Il y parvient en 2007, mais après une bonne saison de retour, il finit avant-dernier en 2008-2009 et doit retourner en provinciales après deux saisons. L'année suivante, il est de nouveau relégué, et se retrouve en deuxième provinciale, un niveau qu'il n'avait plus connu depuis les années 1920. Le club poursuit sa chute avec deux relégations les deux saisons suivantes, ce qui lui donne un record peu glorieux de quatre relégations en autant d'années. En 2013-2014, il évolue en quatrième provinciale, le plus bas niveau du football belge.

## Résultats en séries nationales
Statistiques mises à jour le 21 juin 2013

### Palmarès
- 4 fois champion de Division 3 en 1928, 1950, 1952[3] et 1953.
- 2 fois champion de Promotion en 1960 et 1992.
- Finaliste de la Coupe de Belgique en 1927.

### Bilan
| Niv | Divisions     | Jouées | Titres | TM Up | TM Down |
| --- | ------------- | ------ | ------ | ----- | ------- |
| I   | 1re nationale | 2      | 0      |       |         |
| II  | 2e nationale  | 17     | 0      |       |         |
| III | 3e nationale  | 18     | 4      |       |         |
| IV  | 4e nationale  | 30     | 2      |       |         |
| V   | 5e nationale  | 0      | 0      |       |         |
|     |               |        |        |       |         |
|     | TOTAUX        | 67     | 6      | 0     | 0       |

- TM Up : test-match pour départager des égalités, ou toutes formes de Barrages ou de Tour final pour une montée éventuelle.
- TM Down : test-match pour départager des égalités, ou toutes formes de Barrages ou de Tour final pour le maintien.

### Classements saison par saison
| Ordre               | Saison    | Nom du club               | Niveau                  | Classement final        | Remarques               |
| ------------------- | --------- | ------------------------- | ----------------------- | ----------------------- | ----------------------- |
| 1                   | 1926-27   | Tubantia FAC              | Promotion (D3) série B  | 6e/14                   |                         |
| 2                   | 1927-28   | Tubantia FAC              | Promotion (D3) série C  | 1er/14                  | Champion et promu!      |
| 3                   | 1928-29   | Tubantia FAC              | Division 1 (D2)         | 8e/14                   |                         |
| 4                   | 1929-30   | Tubantia FAC              | Division 1 (D2)         | 2e/14                   | Promu!                  |
| 5                   | 1930-31   | Tubantia FAC              | Division d'Honneur      | 11e/14                  |                         |
| 6                   | 1931-32   | Tubantia FAC              | Division d'Honneur      | 13e/14                  | Relégué!                |
| 7                   | 1932-33   | Tubantia FAC              | Division 1 (D2) série A | 6e/14                   |                         |
| 8                   | 1933-34   | Tubantia FAC              | Division 1 (D2) série B | 3e/14                   |                         |
| 9                   | 1934-35   | Tubantia FAC              | Division 1 (D2) série A | 9e/14                   |                         |
| 10                  | 1935-36   | Tubantia FAC              | Division 1 (D2) série A | 6e/14                   |                         |
| 11                  | 1936-37   | Tubantia FAC              | Division 1 (D2) série B | 5e/14                   |                         |
| 12                  | 1937-38   | Tubantia FAC              | Division 1 (D2) série B | 10e/14                  |                         |
| 13                  | 1938-39   | Tubantia FAC              | Division 1 (D2) série A | 4e/14                   |                         |
|                     | 1939-1940 | Compétitions arrêtées     | Compétitions arrêtées   | Compétitions arrêtées   | Compétitions arrêtées   |
|                     | 1940-1941 | Compétitions régionales   | Compétitions régionales | Compétitions régionales | Compétitions régionales |
| 14                  | 1941-42   | K. Tubantia FC            | Division 1 (D2) série A | 8e/14                   |                         |
| 15                  | 1942-43   | K. Tubantia FC            | Division 1 (D2) série B | 10e/15                  |                         |
| 16                  | 1943-44   | K. Tubantia FC            | Division 1 (D2) série A | 16e/16                  | [ saisons 1 ]           |
|                     | 1944-1945 | Compétitions arrêtées     | Compétitions arrêtées   | Compétitions arrêtées   | Compétitions arrêtées   |
| 17                  | 1945-46   | K. Tubantia FC            | Division 1 (D2) série B | 12e/18                  |                         |
| 18                  | 1946-47   | K. Tubantia FC            | Division 1 (D2) série B | 12e/17                  |                         |
| 19                  | 1947-48   | K. Tubantia FC            | Division 1 (D2) série A | 15e/16                  | Relégué!                |
| 20                  | 1948-49   | K. Tubantia FC            | Promotion (D3) série B  | 13e/16                  |                         |
| 21                  | 1949-50   | K. Tubantia FC            | Promotion (D3) série C  | 1er/16                  | Champion et promu!      |
| 22                  | 1950-51   | K. Tubantia FC            | Division 1 (D2) série B | 16e/16                  | Relégué!                |
| 23                  | 1951-52   | K. Tubantia FC            | Promotion (D3) série C  | 1er/16                  | Maintien au 3e niveau   |
| 24                  | 1952-53   | K. Tubantia FC            | Division 3 série A      | 1er/16                  | Champion et promu!      |
| 25                  | 1953-54   | K. Tubantia FC            | Division 2              | 16e/16                  | Relégué!                |
| 26                  | 1954-55   | K. Tubantia FC            | Division 3 série A      | 8e/16                   |                         |
| 27                  | 1955-56   | K. Tubantia FC            | Division 3 série A      | 3e/16                   |                         |
| 28                  | 1956-57   | K. Tubantia FC            | Division 3 série A      | 12e/16                  |                         |
| 29                  | 1957-58   | K. Tubantia FC            | Division 3 série A      | 15e/16                  | Relégué!                |
| 30                  | 1958-59   | K. Tubantia FC            | Promotion série C       | 9e/16                   |                         |
| 31                  | 1959-60   | K. Tubantia FC            | Promotion série D       | 1er/16                  | Champion et promu!      |
| 32                  | 1960-61   | K. Tubantia Borgerhout FC | Division 3 série A      | 11e/16                  |                         |
| 33                  | 1961-62   | K. Tubantia Borgerhout FC | Division 3 série A      | 9e/16                   |                         |
| 34                  | 1962-63   | K. Tubantia Borgerhout FC | Division 3 série B      | 16e/16                  | Relégué!                |
| 35                  | 1963-64   | K. Tubantia Borgerhout FC | Promotion série C       | 10e/16                  |                         |
| 36                  | 1964-65   | K. Tubantia Borgerhout FC | Promotion série D       | 9e/16                   |                         |
| 37                  | 1965-66   | K. Tubantia Borgerhout FC | Promotion série C       | 12e/16                  |                         |
| 38                  | 1966-67   | K. Tubantia Borgerhout FC | Promotion série A       | 9e/16                   |                         |
| 39                  | 1967-68   | K. Tubantia Borgerhout FC | Promotion série B       | 5e/16                   |                         |
| 40                  | 1968-69   | K. Tubantia Borgerhout FC | Promotion série C       | 3e/16                   |                         |
| 41                  | 1969-70   | K. Tubantia Borgerhout FC | Promotion série C       | 6e/16                   |                         |
| 42                  | 1970-71   | K. Tubantia Borgerhout FC | Promotion série B       | 8e/16                   |                         |
| 43                  | 1971-72   | K. Tubantia Borgerhout VK | Promotion série D       | 13e/16                  |                         |
| 44                  | 1972-73   | K. Tubantia Borgerhout VK | Promotion série D       | 10e/16                  |                         |
| 45                  | 1973-74   | K. Tubantia Borgerhout VK | Promotion série D       | 8e/16                   |                         |
| 46                  | 1974-75   | K. Tubantia Borgerhout VK | Promotion série C       | 8e/16                   |                         |
| 47                  | 1975-76   | K. Tubantia Borgerhout VK | Promotion série B       | 11e/16                  |                         |
| 48                  | 1976-77   | K. Tubantia Borgerhout VK | Promotion série B       | 15e/16                  | Relégué!                |
| séries provinciales |           |                           |                         |                         |                         |
| 49                  | 1980-81   | K. Tubantia Borgerhout VK | Promotion série A       | 8e/16                   |                         |
| 50                  | 1981-82   | K. Tubantia Borgerhout VK | Promotion série C       | 8e/16                   |                         |
| 51                  | 1982-83   | K. Tubantia Borgerhout VK | Promotion série B       | 3e/16                   |                         |
| 52                  | 1983-84   | K. Tubantia Borgerhout VK | Promotion série A       | 13e/16                  |                         |
| 53                  | 1984-85   | K. Tubantia Borgerhout VK | Promotion série B       | 9e/16                   |                         |
| 54                  | 1985-86   | K. Tubantia Borgerhout VK | Promotion série A       | 14e/16                  | Relégué!                |
| séries provinciales |           |                           |                         |                         |                         |
| 55                  | 1987-88   | K. Tubantia Borgerhout VK | Promotion série B       | 11e/16                  |                         |
| 56                  | 1988-89   | K. Tubantia Borgerhout VK | Promotion série B       | 4e/16                   |                         |
| 57                  | 1989-90   | K. Tubantia Borgerhout VK | Promotion série B       | 7e/16                   |                         |
| 58                  | 1990-91   | K. Tubantia Borgerhout VK | Promotion série B       | 3e/16                   |                         |
| 59                  | 1991-92   | K. Tubantia Borgerhout VK | Promotion série C       | 1er/16                  | Champion et promu!      |
| 60                  | 1992-93   | K. Tubantia Borgerhout VK | Division 3 série B      | 3e/16                   |                         |
| 61                  | 1993-94   | K. Tubantia Borgerhout VK | Division 3 série B      | 8e/16                   |                         |
| 62                  | 1994-95   | K. Tubantia Borgerhout VK | Division 3 série A      | 10e/16                  |                         |
| 62                  | 1995-96   | K. Tubantia Borgerhout VK | Division 3 série B      | 11e/16                  |                         |
| 64                  | 1996-97   | K. Tubantia Borgerhout VK | Division 3 série B      | 16e/16                  | Relégué!                |
| 65                  | 1997-98   | K. Tubantia Borgerhout VK | Promotion série B       | 14e/16                  | Relégué!                |
| séries provinciales |           |                           |                         |                         |                         |
| 66                  | 2007-08   | K. Tubantia Borgerhout VK | Promotion série B       | 9e/16                   |                         |
| 67                  | 2008-09   | K. Tubantia Borgerhout VK | Promotion série B       | 15e/16                  | Relégué!                |
| séries provinciales |           |                           |                         |                         |                         |

## Anciens joueurs connus
- Rik Coppens, premier Soulier d'or belge en 1954, finit sa carrière au Tubantia entre 1967 et 1969.
- Rik Matthys, six fois champion avec Anderlecht, il commence sa carrière avec Tubantia.
- Jef Mermans, 56 fois international, sept fois champion de Belgique et trois fois meilleur buteur du championnat avec Anderlecht, deuxième meilleur buteur de l'Histoire du championnat belge, commence sa carrière à Borgerhout avant de rejoindre le club bruxellois.
- Rik Pauwels, surtout connu comme entraîneur de Beveren et de Waterschei, clubs où il remporte plusieurs trophées nationaux, joue une saison au Tubantia.
- Paul Put, entraîneur belge, termine sa carrière au Tubantia en 1988, puis en devient l'entraîneur pendant six ans.